# Zelotes puritanus
Zelotes puritanus este o specie de păianjeni din genul Zelotes, familia Gnaphosidae, descrisă de Chamberlin în anul 1922. Conform Catalogue of Life specia Zelotes puritanus nu are subspecii cunoscute.